# Extravagance (film fra 1921)
 For alternative betydninger, se Extravagance. (Se også artikler, som begynder med Extravagance)
Extravagance er en amerikansk stumfilm fra 1921 af Phil Rosen.

## Medvirkende
- May Allison som Nancy Brown
- Robert Edeson som Richard Vane
- Theodore Von Eltz som Dick Vane
- William Courtwright som Pa Brown
- Grace Pike som Ma Brown
- Lawrence Grant som Mark